# Memoriał Agaty Mróz-Olszewskiej 2011
III edycja Memoriału Agaty Mróz-Olszewskiej odbyła się w dniach 9-11 września 2011 roku w Dąbrowie Górniczej.

## Uczestnicy
- Chorwacja
- Rosja
- Polska
- Słowacja

### Tabela
| Poz. | Reprezentacja | Pkt | Mecze | Mecze | Mecze | Małe punkty | Małe punkty | Małe punkty | Sety | Sety | Sety  |
| Poz. | Reprezentacja | Pkt | M     | Z     | P     | zdob.       | str.        | ratio       | wyg. | prz. | ratio |
| ---- | ------------- | --- | ----- | ----- | ----- | ----------- | ----------- | ----------- | ---- | ---- | ----- |
| 1    | Rosja         | 6   | 3     | 3     | 0     | 288         | 264         | 1,090       | 9    | 4    | 2,500 |
| 2    | Polska        | 5   | 3     | 2     | 1     | 286         | 251         | 1,139       | 8    | 5    | 1,600 |
| 3    | Chorwacja     | 4   | 3     | 1     | 2     | 271         | 260         | 1,042       | 7    | 6    | 0,166 |
| 4    | Słowacja      | 3   | 3     | 0     | 3     | 155         | 225         | 0,688       | 0    | 9    | 0,000 |

## Mecze
| 09.09.2011 | Polska | 3:0 (25:14, 25:17, 25:20) | Słowacja |

| 09.09.2011 | Rosja | 3:2 (25:20, 24:26, 25:21, 21:25, 15:12) | Chorwacja |

| 10.09.2011 | Polska | 3:2 (25:16, 23:25, 21:25, 25:14, 15:12) | Chorwacja |

| 10.09.2011 | Rosja | 3:0 (25:23, 25:14, 25:21) | Słowacja |

| 11.09.2011 | Polska | 2:3 (25:22, 22:25, 19:25, 25:21, 11:15) | Rosja |

| 11.09.2011 | Słowacja | 0:3 (13:25, 16:25, 17:25) | Chorwacja |

## Klasyfikacja końcowa
| Miejsce | Reprezentacja |
| ------- | ------------- |
| 1.      | Rosja         |
| 2.      | Polska        |
| 3.      | Chorwacja     |
| 4.      | Słowacja      |

| ZWYCIĘZCA III MEMORIAŁU im. AGATY MRÓZ-OLSZEWSKIEJ |
| -------------------------------------------------- |
| ROSJA 1. TYTUŁ                                     |

## Nagrody indywidualne
| MVP               | Najlepsza blokująca | Najlepsza atakująca | Najlepsza przyjmująca | Najlepsza serwująca | Najlepsza rozgrywająca | Najlepsza libero |
| ----------------- | ------------------- | ------------------- | --------------------- | ------------------- | ---------------------- | ---------------- |
| Jekaterina Gamowa | Maja Poljak         | Jekaterina Gamowa   | Julija Morozowa       | Jelena Alajbeg      | Biljana Gligorovic     | Paulina Maj      |